# Watatsumiite
La watatsumiite è un minerale appartenente al gruppo della neptunite.